# 폭스바겐
폭스바겐(독일어: Volkswagen 폴크스바겐[ˈfɔlks.vaːɡən][*])은 독일 베를린에서 1937년에 설립된 자동차 제조 회사이며 폭스바겐 AG의 지주회사이다. 용어의 풀이는 Volk(국민)+s(합성어 결합요소)+wagen(차)로서 한국어로의 의미는 국민차라는 뜻이다. 이 회사의 이름인 폭스바겐의 이니셜을 따서 VW라고 표기하기도 한다.
폭스바겐은 자동차 이름에 바람의 이름을 붙이는 것을 선호하는 브랜드이다. 골프, 제타, 파사트 등이 모두 바람의 이름이다. 폭스바겐은 2006년 '폴로 블루모션(Polo Bluemotion)'을 시작으로 친환경 브랜드인 '블루모션'을 론칭했다. 2010년식 폴로 블루모션은 30.3 km/l(유럽 기준)로 세계에서 가장 연비가 높은 차가 됐다. 대한민국 법인은 아우디폭스바겐코리아(주)이다.

## 역사
폭스바겐은 1937년 베를린에서 나치 무역 연합인 "독일노동전선"(Deutsche Arbeitsfront)에 의해 설립되었다. 1930년대 초반, 독일의 자동차 산업은 여전히 고급 승용차 위주였고 중산층 시민들은 모터사이클 이상의 탈것을 소유하기 힘들었다. 새로운 시장의 가능성을 찾던 자동차 제조사들은 "국민 자동차" 프로젝트를 시작하였고, 그들 중에는 벤츠의 170H, 아들러의 AutoBahn, Steyr 55, Hanomag 1, 3L 등이 있었다. 그러한 유행은 새로운 것이 아니었는데, 1920년대 중반에 벌써 그러한 기초 설계를 바탕으로 벨라 바레니(Béla Barényi)가 만들어졌었다. 요셉 마인라트(Josef Ganz)가 스탠다드 슈피리어(Standard Superior) 브랜드를 만들고 "독일형 국민차"라고 선전하였다. 또한, 체코슬로바키아에서는 한스 레트빈카(Hans Ledwinka)의 타트라 T77(Tatra T77, 독일 엘리트들 사이에서 아주 인기가 있었던 차)가 모델 체인지를 거듭할수록 점점 작고 저렴해지고 있었다. 1933년, 앞서 언급한 많은 프로젝트들이 여전히 초기 상태에 머물러 있을 때, 그 당시 독일의 통치자 아돌프 히틀러는 국가 주도의 국민 자동차 프로젝트를 발표했다. 히틀러의 요구 조건은 성인 2명과 어린이 3명을 태우고 100km/h로 달릴 수 있는 자동차였다. 그 "국민 자동차"는 제3제국 국민들에게 990DM(그 당시 작은 모터사이클 가격에 해당함)에 제공될 예정이었다.(참고로 당시 평균 주급은 32DM)
기존 프로젝트들의 거센 로비에도 불구하고 히틀러는 국가 소유의 신생 기업을 지원하기로 결정한다. 이 임무를 위해 선택된 기술자가 바로 페르디난트 포르셰 공학박사이다. 당시 명성 높은 기술자였던 페르디난트 포르셰 박사는 벤츠 170H를 설계했고 1920년대 후반 Steyr의 기술자로 상당기간 일한 경력이 있었다. 그의 개인 설계 사무소를 열었을 때 그는 NSU와 Zündapp, 두 자동차 메이커와 두개의 "Auto für Jedermann" (car for everybody, 모든 사람을 위한 자동차) 프로젝트를 시작하였다. 두 프로젝트 모두 양산에 이르지 못하고 프로토 타입 단계에서 중단되었지만 기본적인 개념은 페르디난트에게 남아 있어서, 1934년 6월 22일, 페르디난트 박사는 히틀러의 의뢰를 받아 "국민 자동차"를 만들기로 합의한다.
더 나은 연료 효율, 내구성, 조작성, 정비성, 저렴한 부품 등이 이루어야 할 것들이었다. 개발 의도는 유럽의 중산층이 저축 프로그램("Fünf Mark die Woche musst Du sparen, willst Du im eigenen Wagen fahren" — "일 주일에 5DM이면 당신도 자동차를 몰 수 있다")을 통해 차를 구입하도록 하는 것이었고, 결과적으로 336,000명 가량이 가입하게 된다. 그 프로토 타입은 "KdF-Wagen" (독일어: Kraft durch Freude — "strength through joy")로 불렸고, 1936년부터 등장하게 된다.(첫 차는 포르쉐의 본거지인 슈투트가르트에서 생산되었다) 이 때 이미 폭스바겐의 독특한 곡선형 차체와 공냉식 플랫 포(수평대향식 직렬 4기통) 엔진, 엔진을 뒤쪽에 배치하는 디자인이 사용되고 있었다. 폭스바겐 자동차는 여러 KdF 프로그램(여행이나 레저 활동 같은 것을 포함)이 었다. 접두사 "폭스-" ("국민의")는 차 이름 뿐만 아니라 전 유럽에 걸쳐 KdF 프로그램의 제품에 사용되었다. 예를 들어 라디오의 경우에는 "국민의 라디오"(Volksempfänger)라고 불렸다. 1937년 5월 28일, Gesellschaft zur Vorbereitung des Deutschen Volkswagens mbH (종종 약어로서 Gezuvor)가 독일노동전선에 의해 설립되었다. 이 회사는 훗날 "Volkswagenwerk GmbH"로 1938년 9월 16일에 이름을 바꾼다.
여러 해에 걸쳐 아우토 우니온(Auto Union)의 수석 디자이너였던 엘빈 코멘다(Erwin Komenda)가 차체의 프로토 타입을 개발했는데, 오늘날 알려진 비틀의 모태가 된다. 그것은 독일에서는 1920년대 초반부터 사용되던 풍동 실험을 최초로 이용한 자동차들 중 하나였다.
새로운 공장의 설립이 1938년 5월 26일에 KdF-Stadt라는 공장 직원들을 위해 만들어진 계획 신도시에서 시작되었는데 그 곳이 현재의 니더작센주 볼프스부르크이다. 하지만 이 공장은 많은 수량을 생산하지 못한 채 1939년 제2차 세계대전을 맞는다. 1938년 4월 20일 히틀러의 49세 생일에 한 대의 타입-1 카브리올레가 아돌프 히틀러에게 기증된 것 외에 저축 프로그램을 마친 그 누구에게도 차는 지급되지 못했다.
전쟁은 군용 차량을 생산하도록 요구하였고, 타입82 큐 벨 바겐(Kübelwagen, "Bucket car") 트럭과 독일 군용 수륙양용차 슈빔바겐(Schwimmwagen)이 생산되었다.

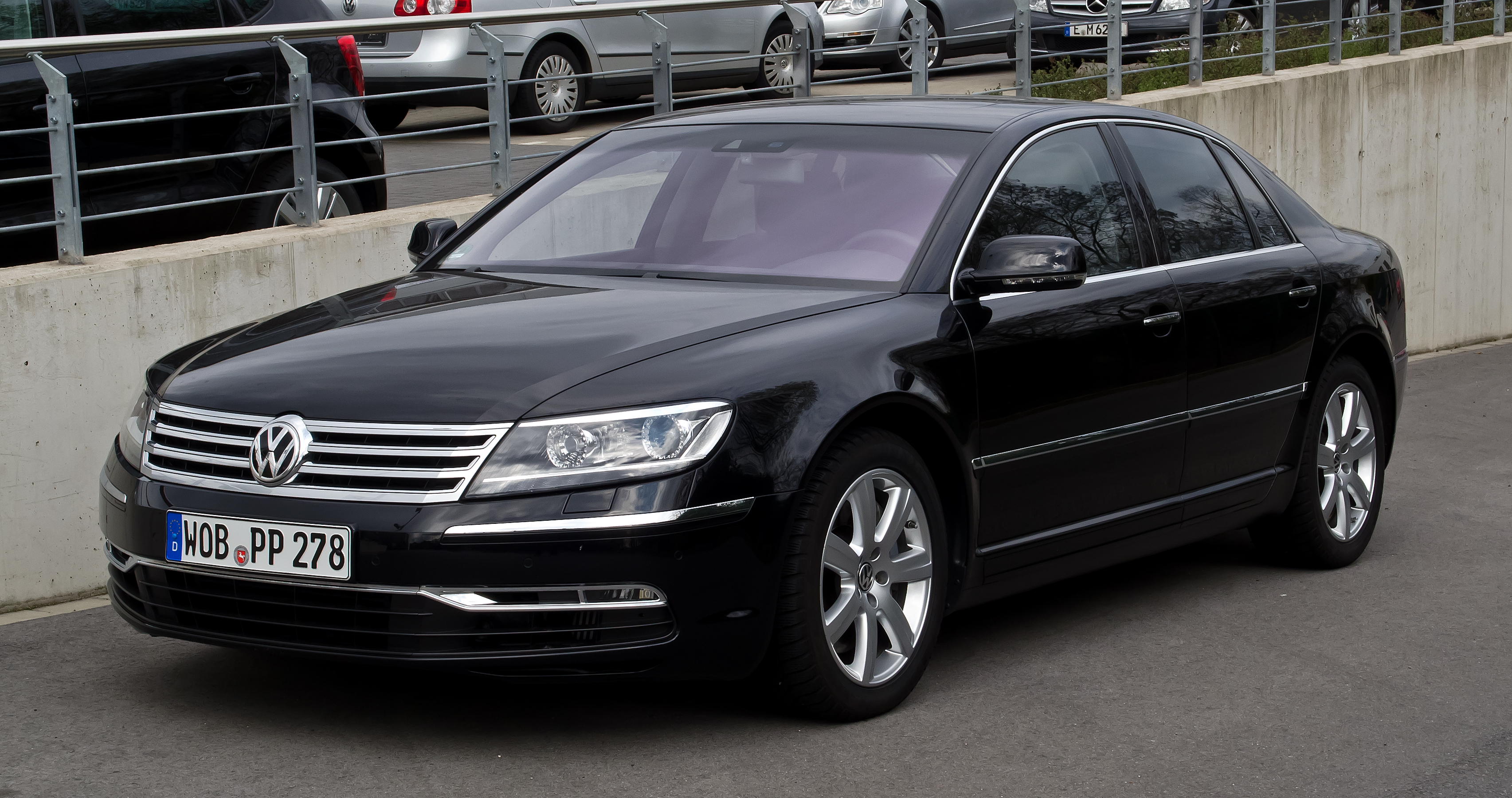
폭스바겐 페이톤 (VW Phaeton)

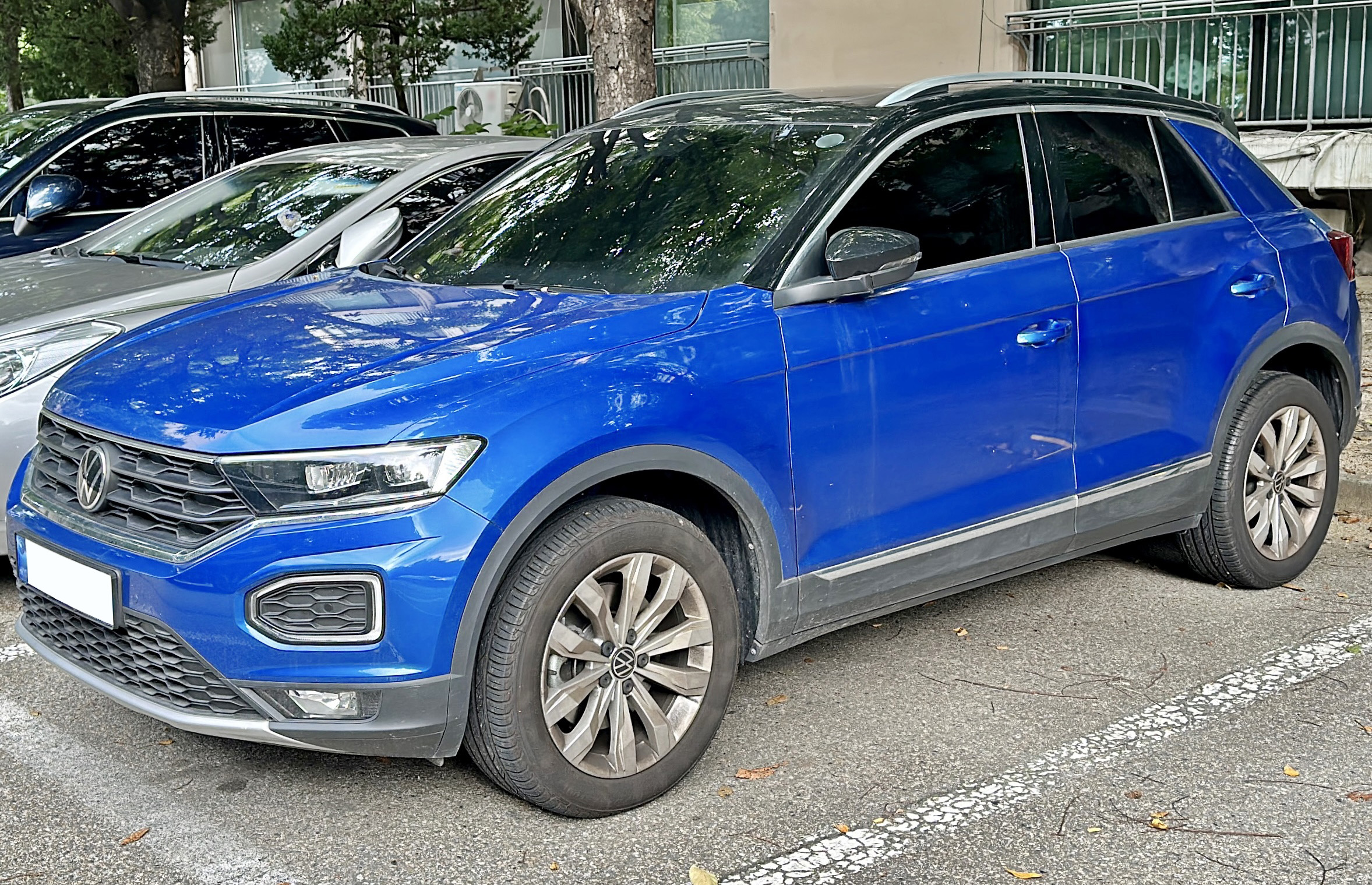
폭스바겐 티록

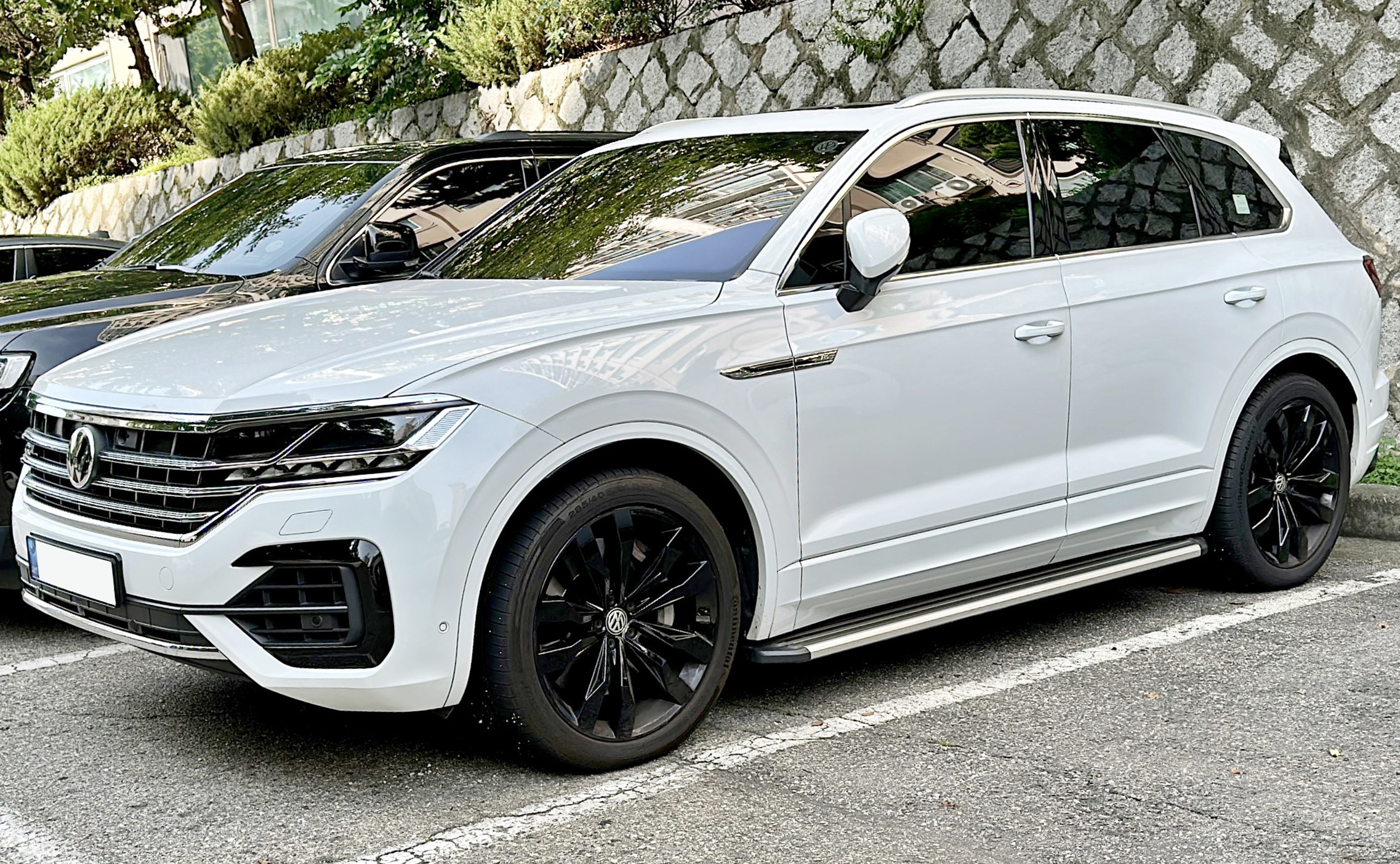
폭스바겐 투아렉 (VW Touareg)

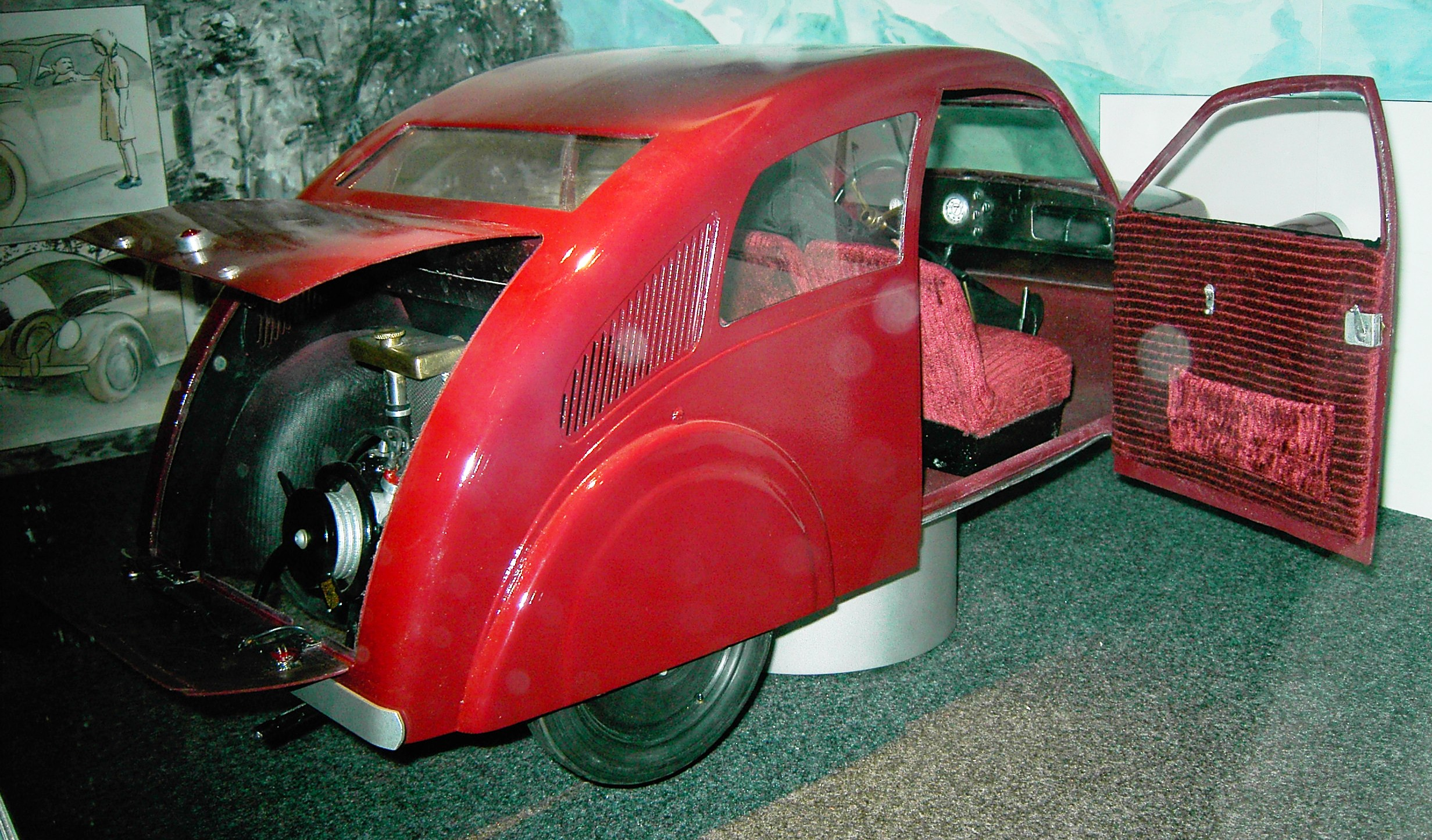
독일 뉘른베르크 산업문화박물관에 있는 포르쉐 Type 12 (Zündapp) 모델, 뉘른베르크 산업문화박물관

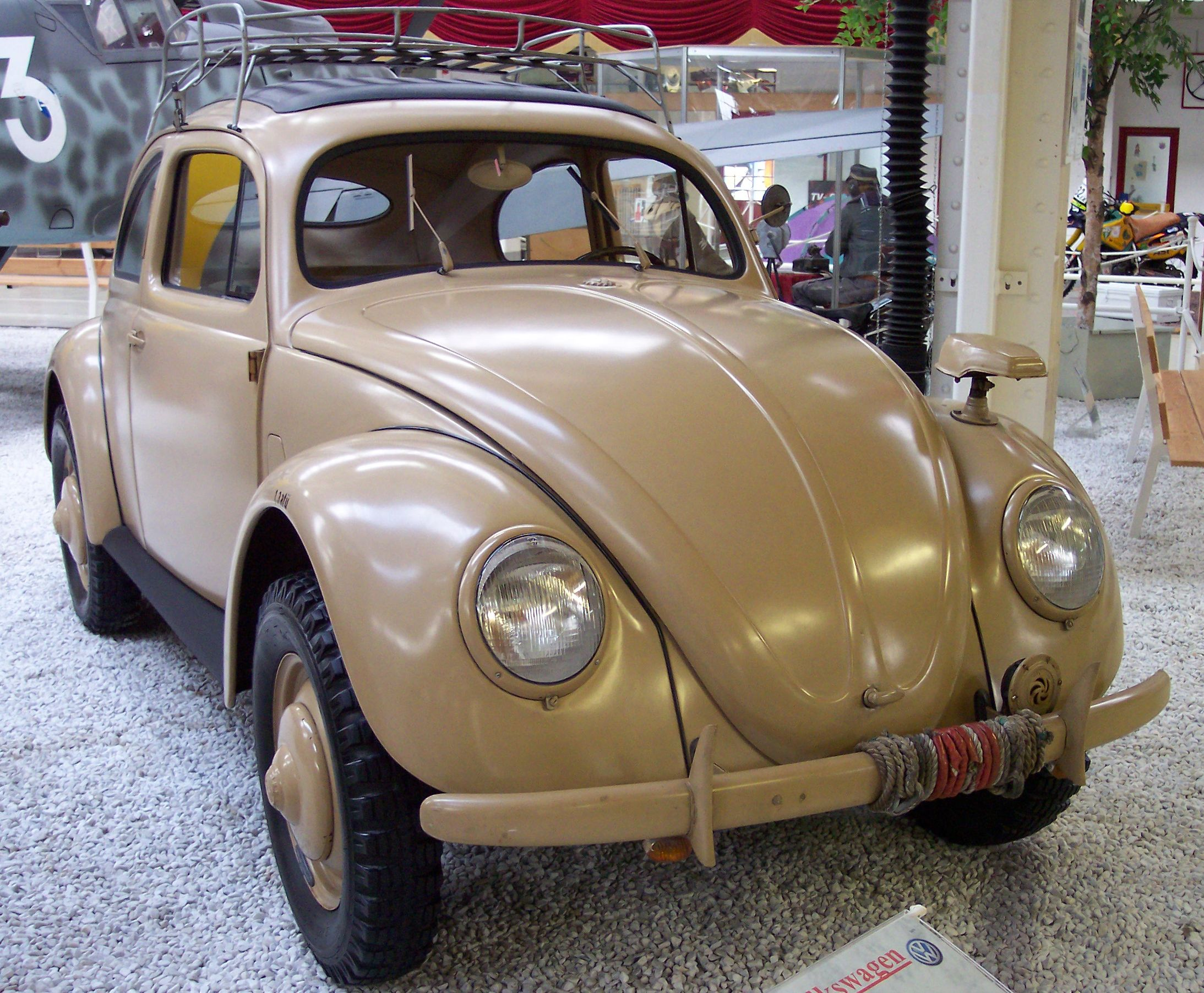
VW Type 82E

### 폭스바겐 배기가스 조작 사건
2015년 폭스바겐의 디젤 엔진에서 배기가스가 기준치의 40배나 발생한다는 사실이 밝혀졌고, 센서감지 결과를 바탕으로 주행시험으로 판단이 될 때만 저감장치를 작동시켜 환경기준을 충족하도록 엔진 제어 장치를 프로그래밍했다는 사실이 드러나(폭스바겐 배기가스 조작) 파장이 일었다.

### 폭스바겐 한국 소비자 기망 폭탄세일 사건
2019년 아우디 Q7 사전계약에는 700만원 할인후 2-3개월뒤 두배의 할인정책으로 소비자를 기망한 사례가 있는데, 2022년 12월에는 두번째 사기 판매 행각을 다시 벌였다. 8월 4일 출시한 티구안 올스페이스를 비롯하여 티구안 및 제타를 12월초 정가 대비 최대 24%이상까지 폭탄 할인을 하였다.  8월에만 해도 할인 없다고 언론플레이하고 영업을 하던 상황에서 사전계약 고객 및 10월 11월 고객은 뒤통수를 맞은 셈이다. 정가가 5092만원인 티구안 올스페이스가 4,000만원전후까지 떨어지는 사태가 벌어졌다.  연말 할인도 없을거라고 고객을 기망하고 출시되지 얼마 되지 않은 신차를 세일하였다. 관련하여  피해를 본 소비자들이 본사앞에서 시위를 벌이기도 했다. 이 사태와 관련하여 중고차 가격까지 11%이상 하락하였다.

## 차종
폭스바겐의 생산 차종은 다음과 같다.

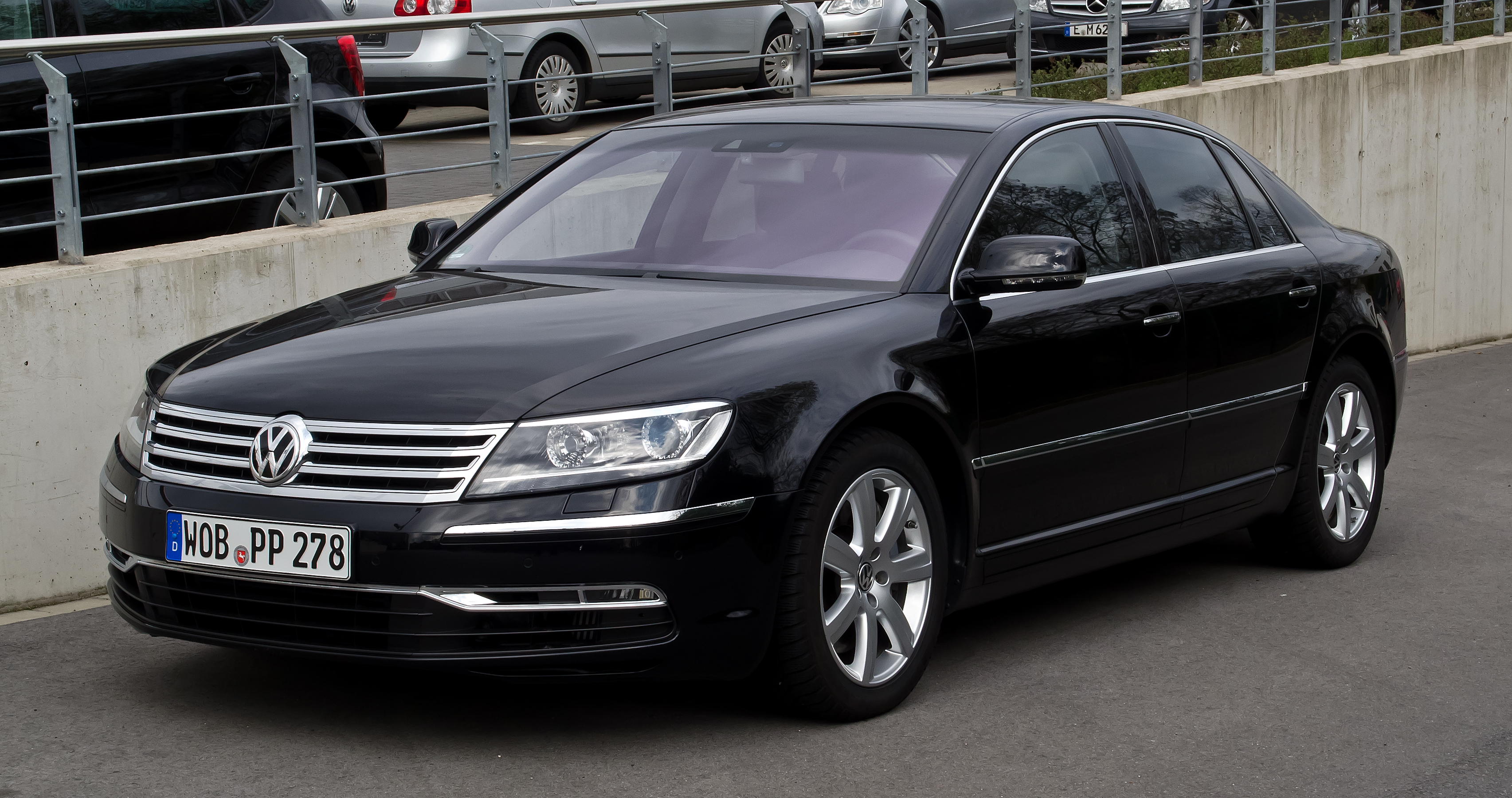
폭스바겐 페이톤 (VW Phaeton)
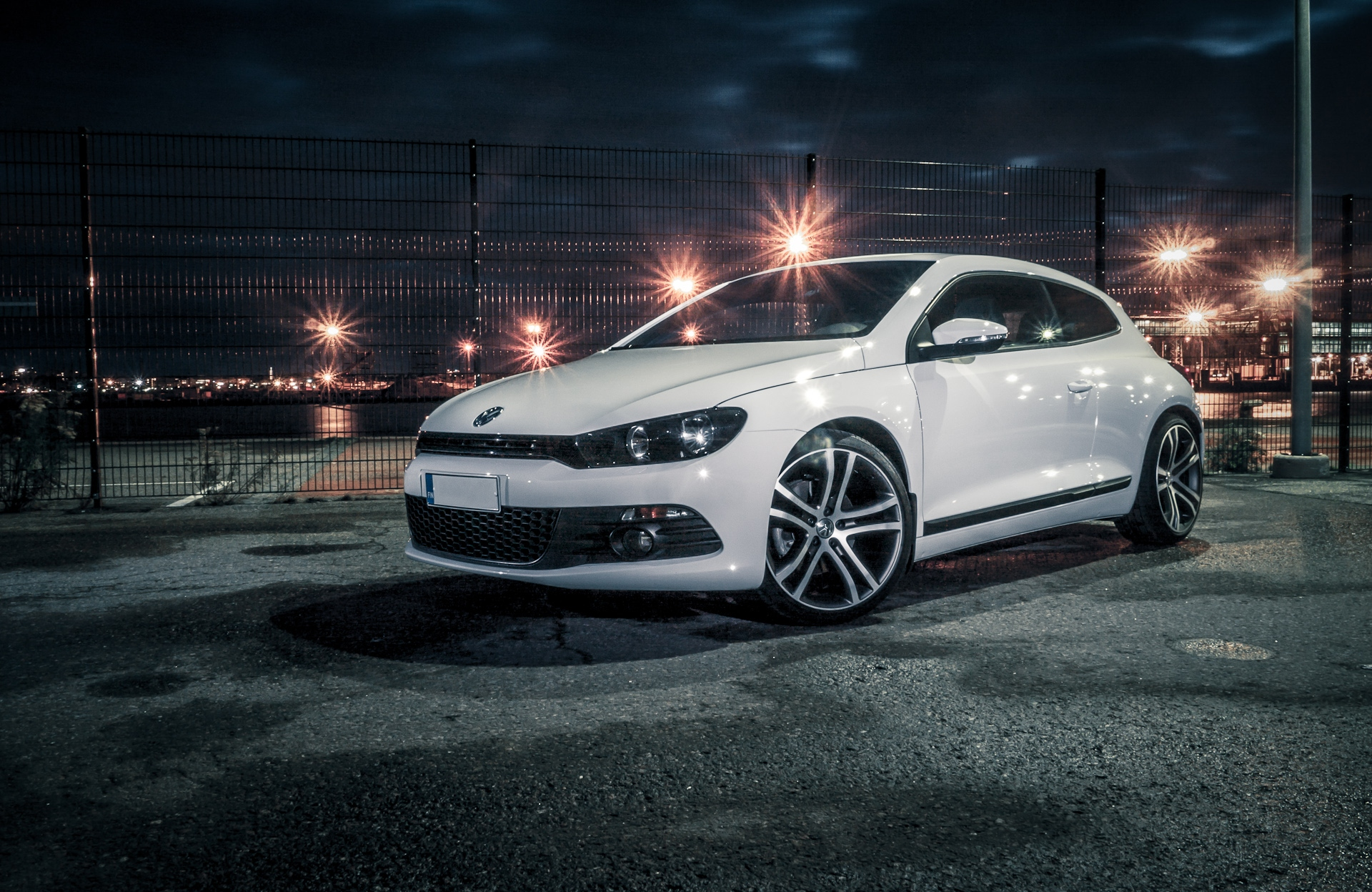
폭스바겐 시로코 (VW Scirocco)
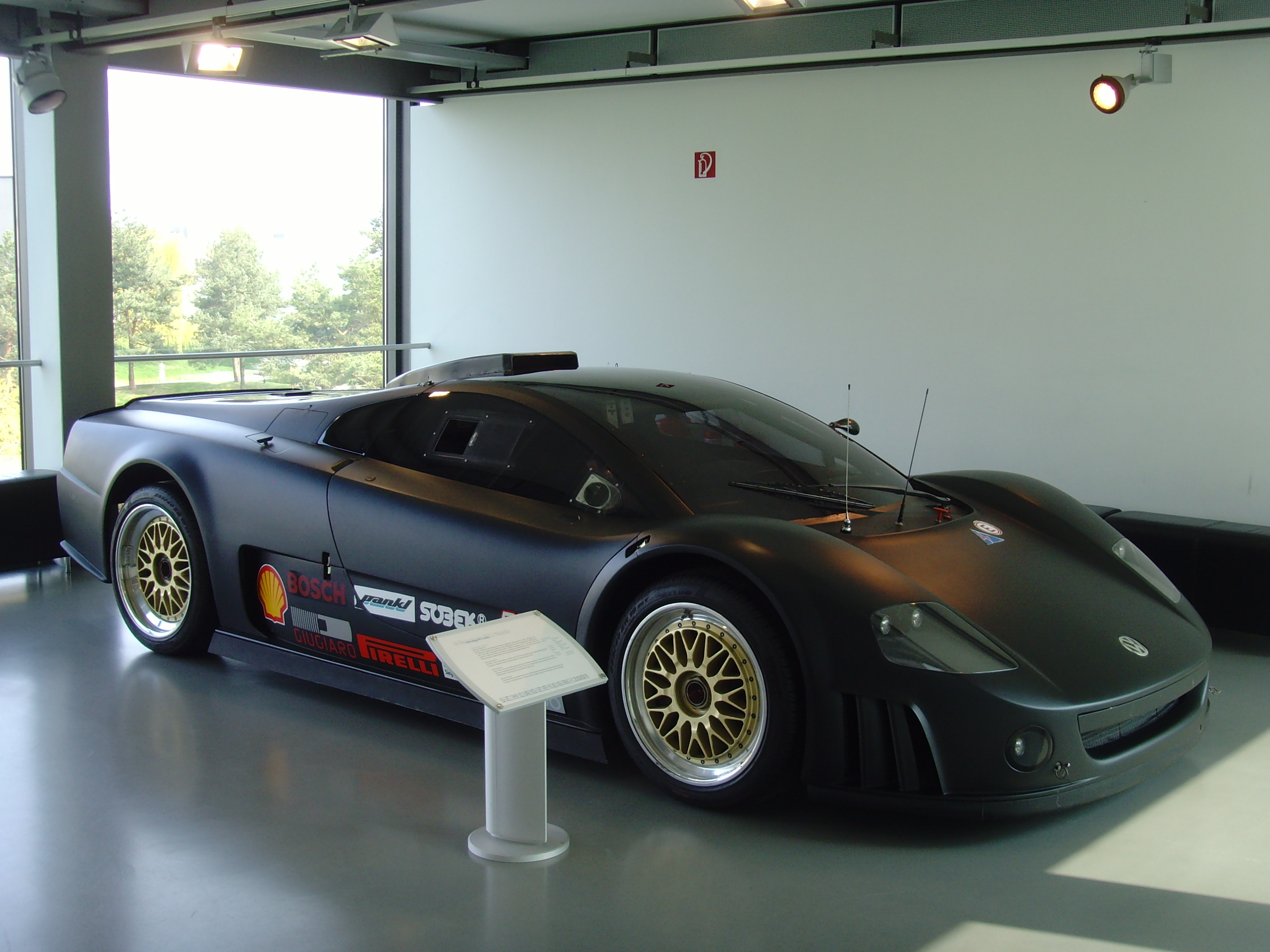
폭스바겐 W12 나르도 (VW W12 Nardo)
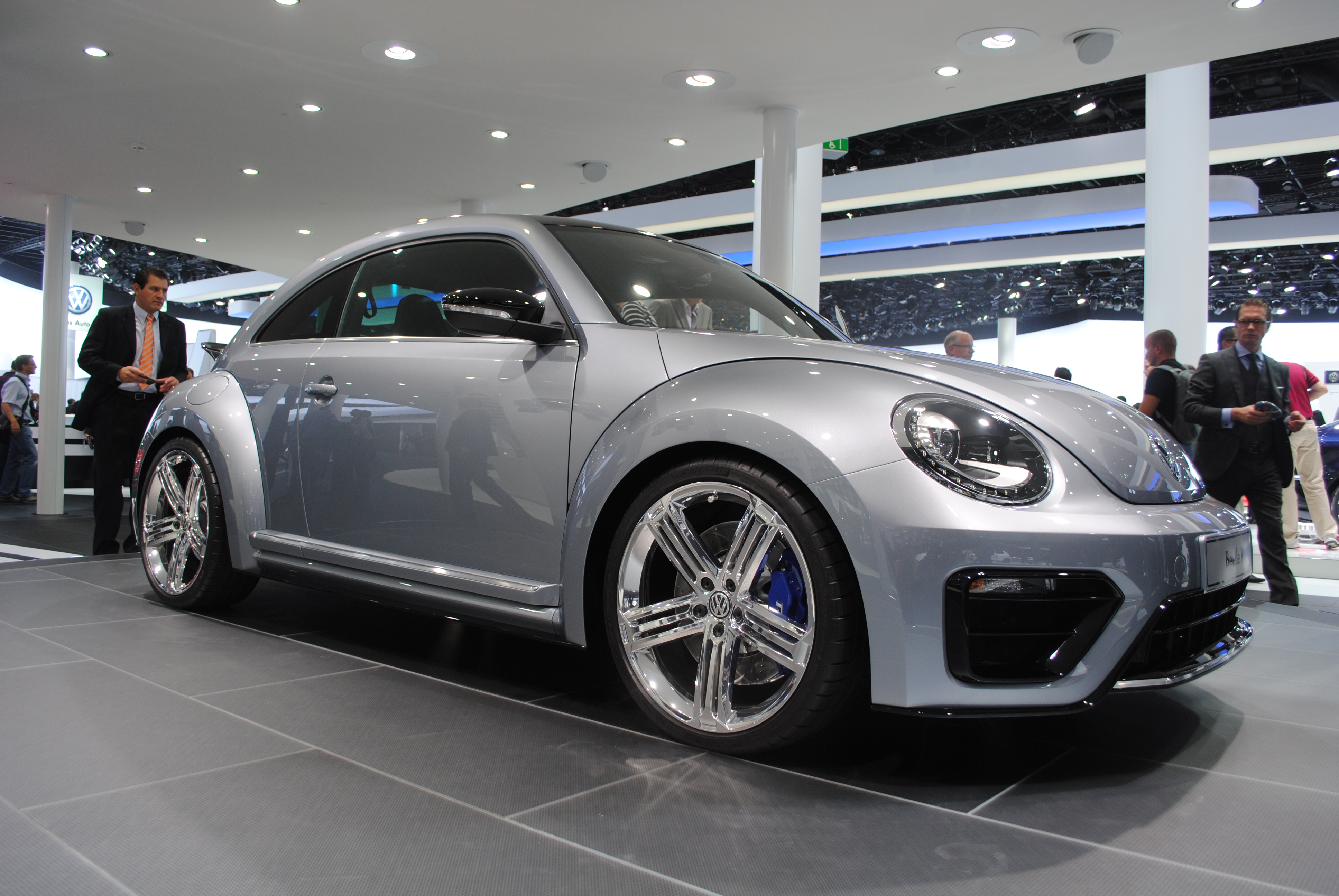
폭스바겐 비틀 (VW the Beetle)
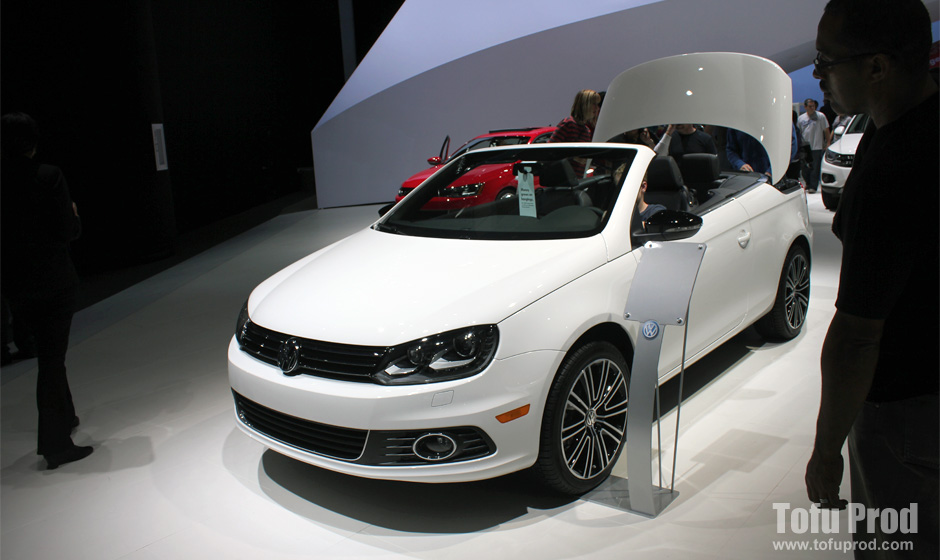
폭스바겐 이오스 (VW EOS)
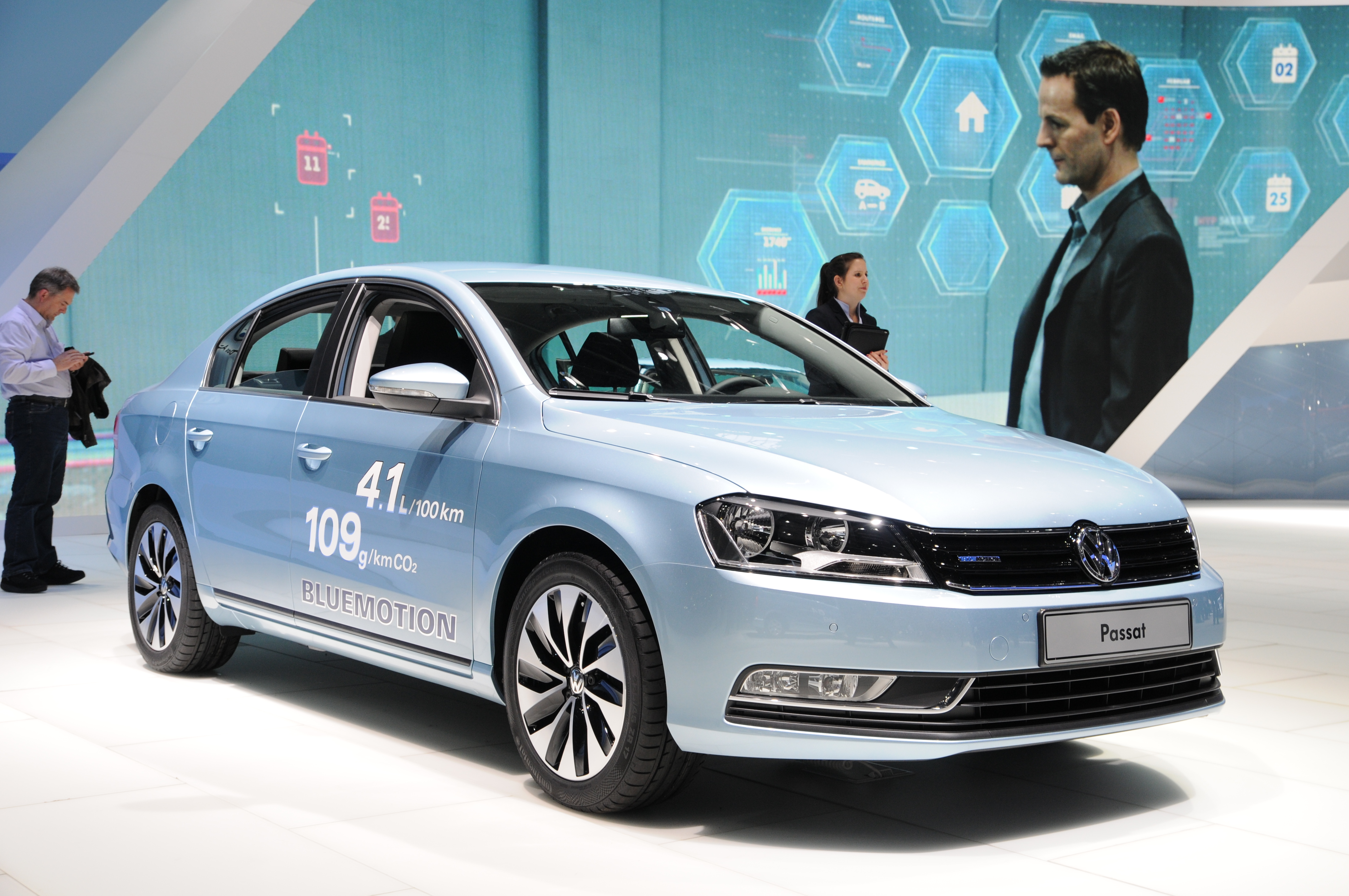
폭스바겐 파사트 (VW Passat)
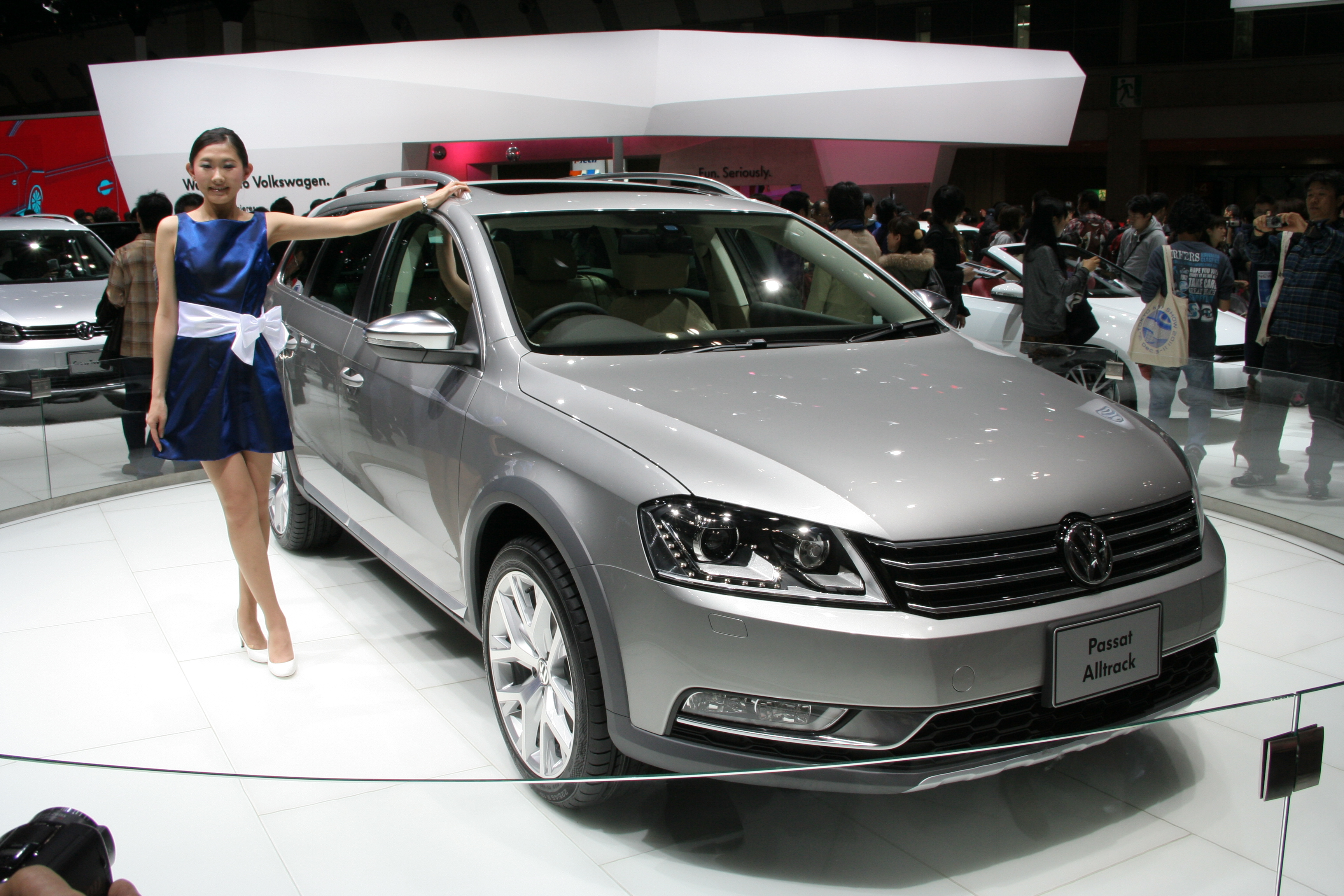
폭스바겐 올트랙 (VW Alltrack)
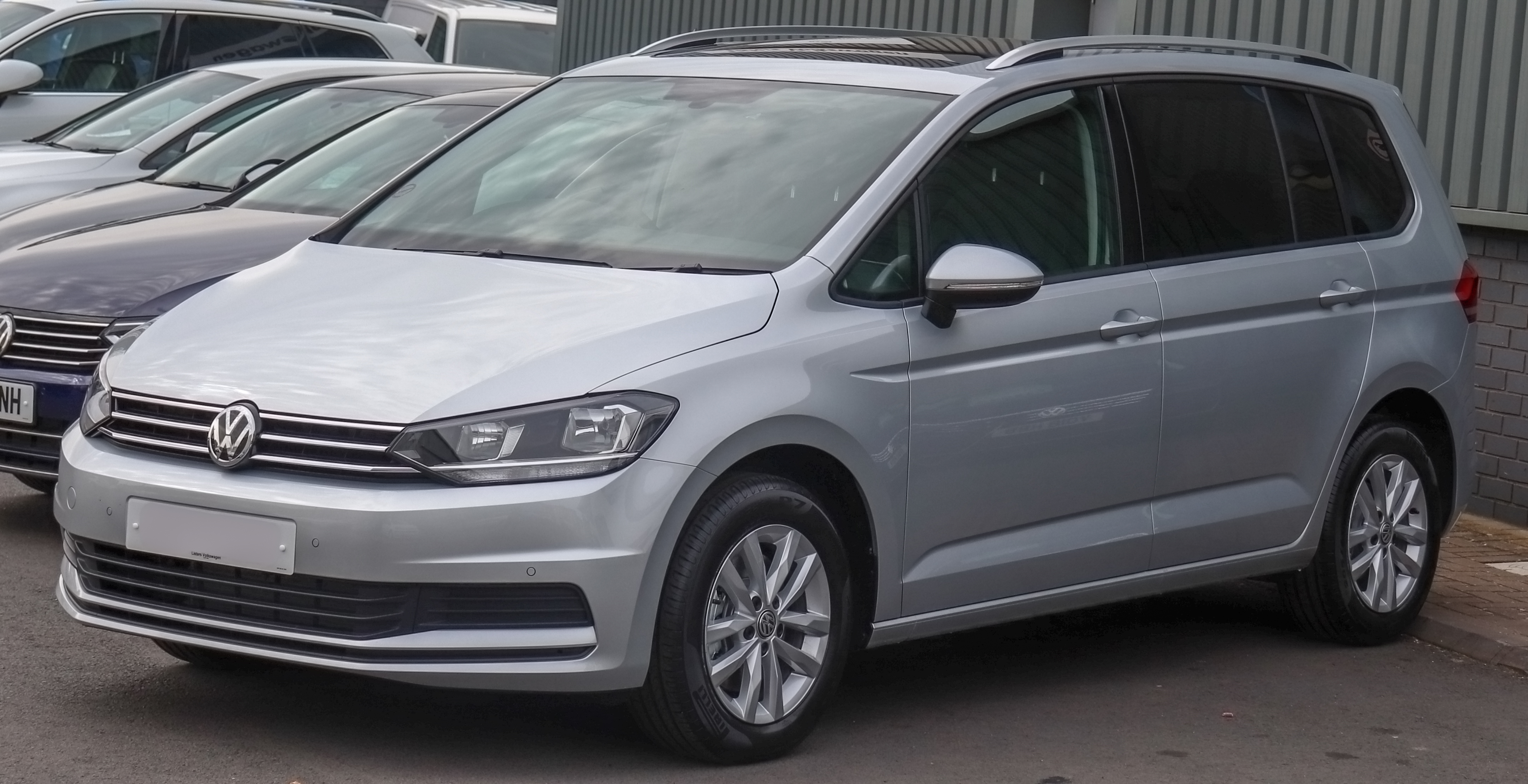
폭스바겐 투란 (VW Touran)
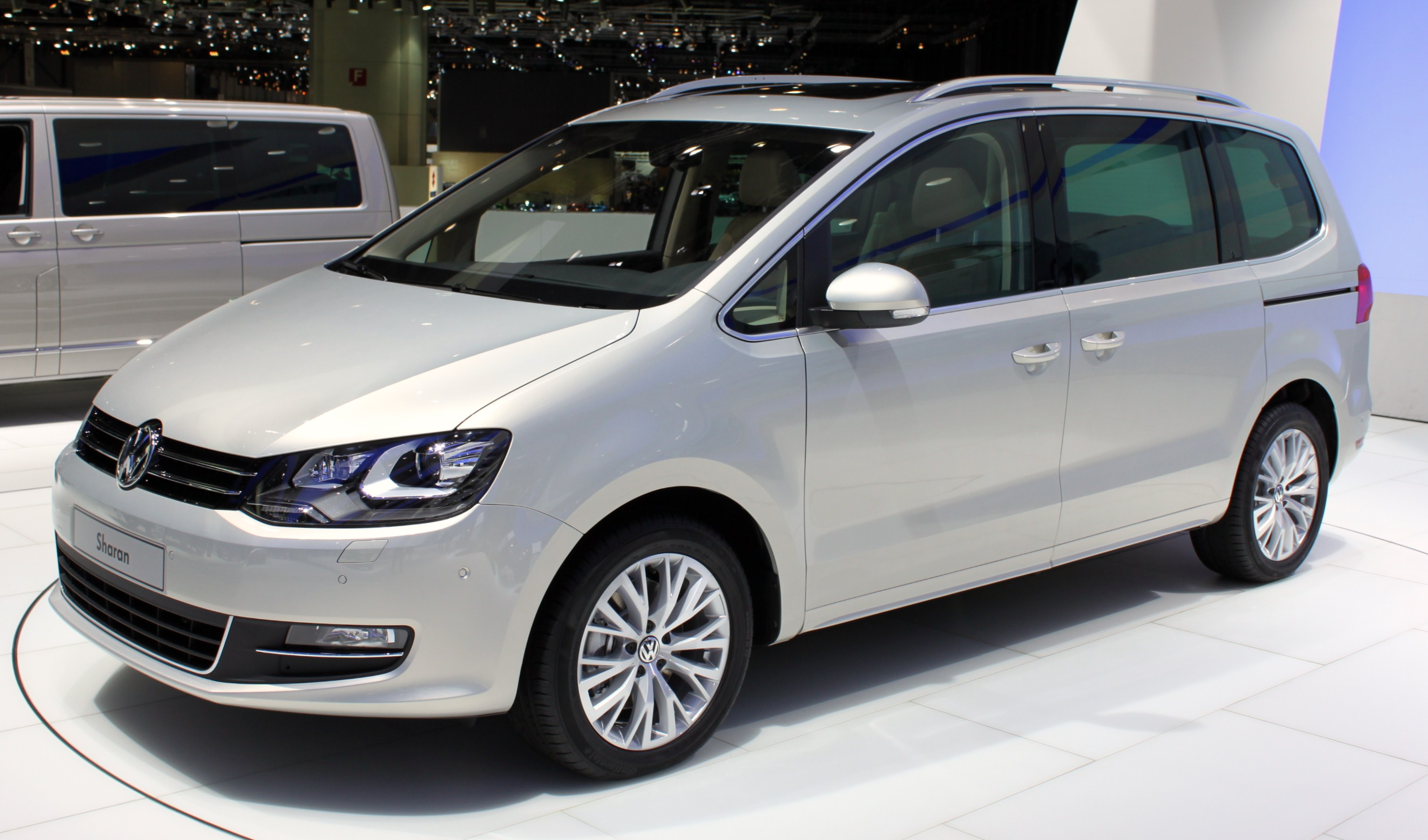
폭스바겐 샤란 (VW Sharan)
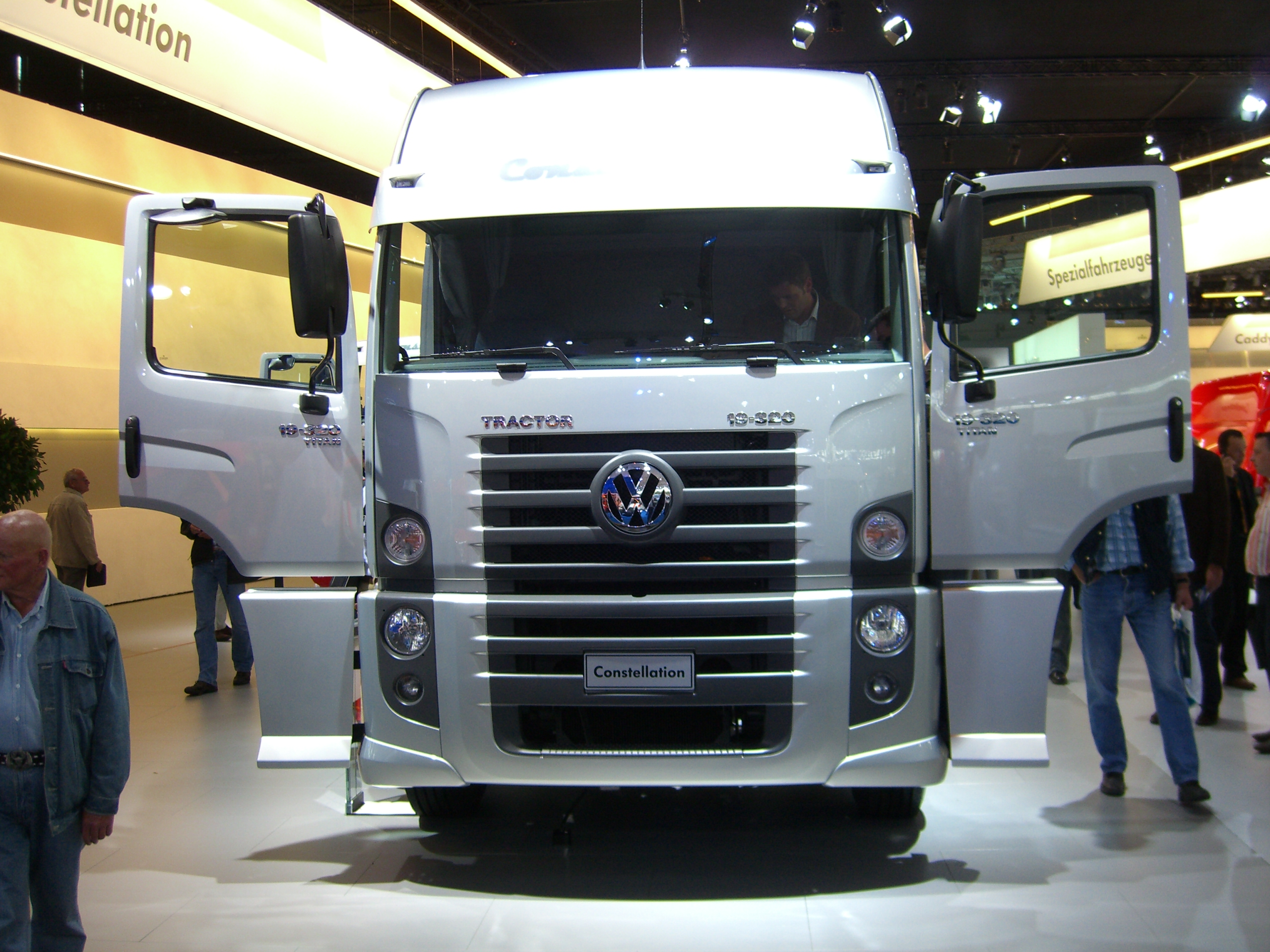
폭스바겐 컨스텔레이션 (VW Constellation)
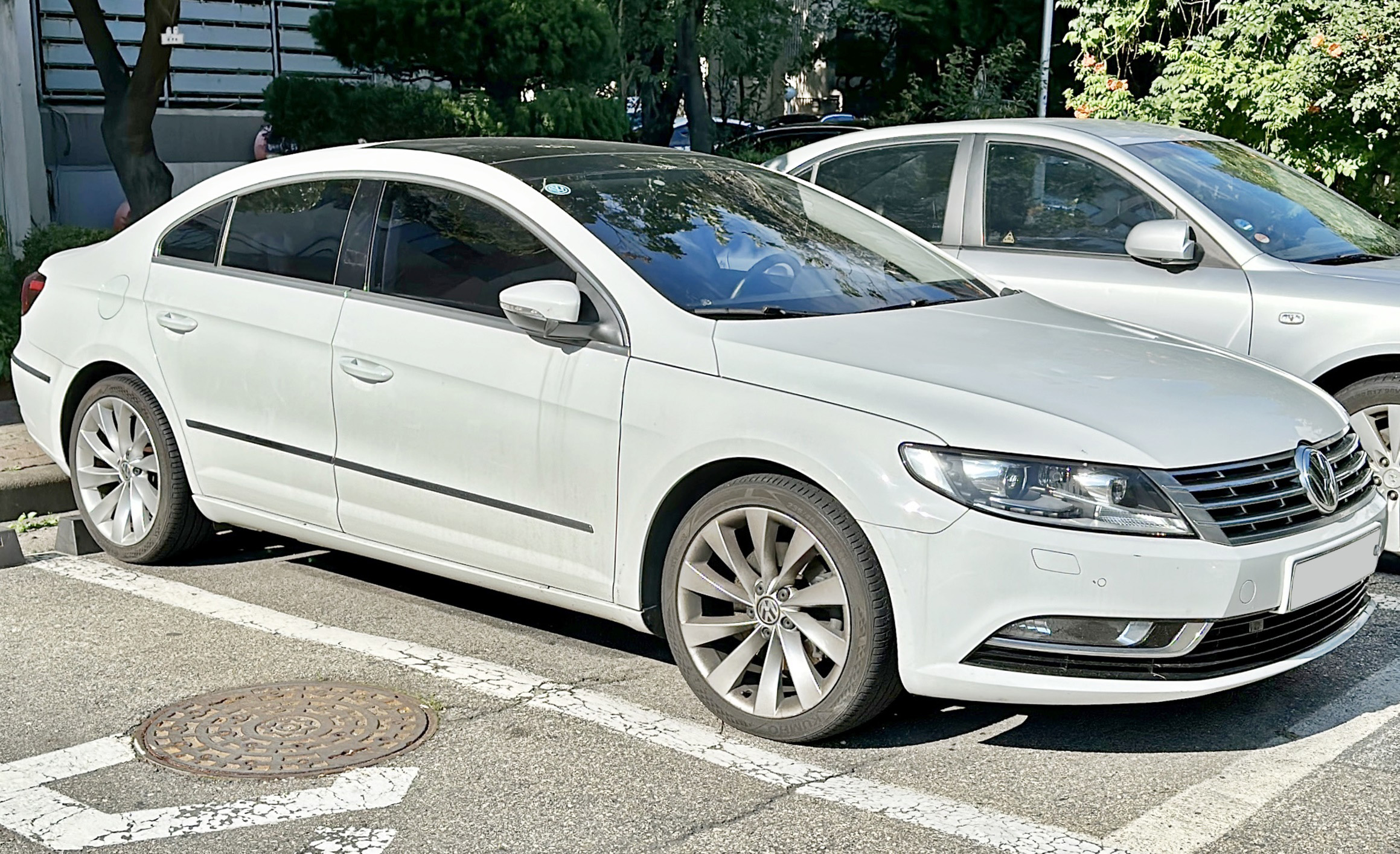
폭스바겐 CC (VW CC)
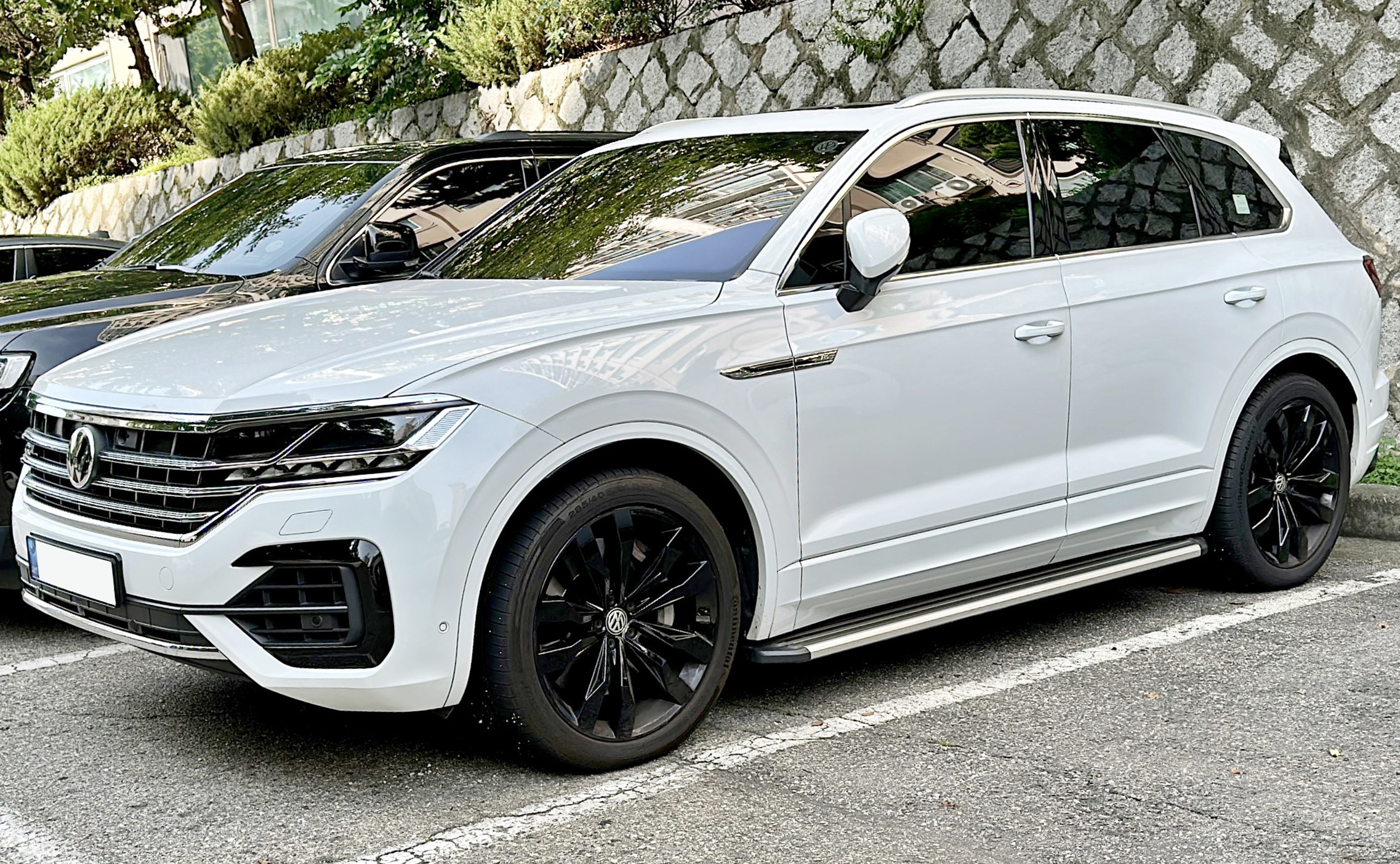
폭스바겐 투아렉 (VW Touareg)
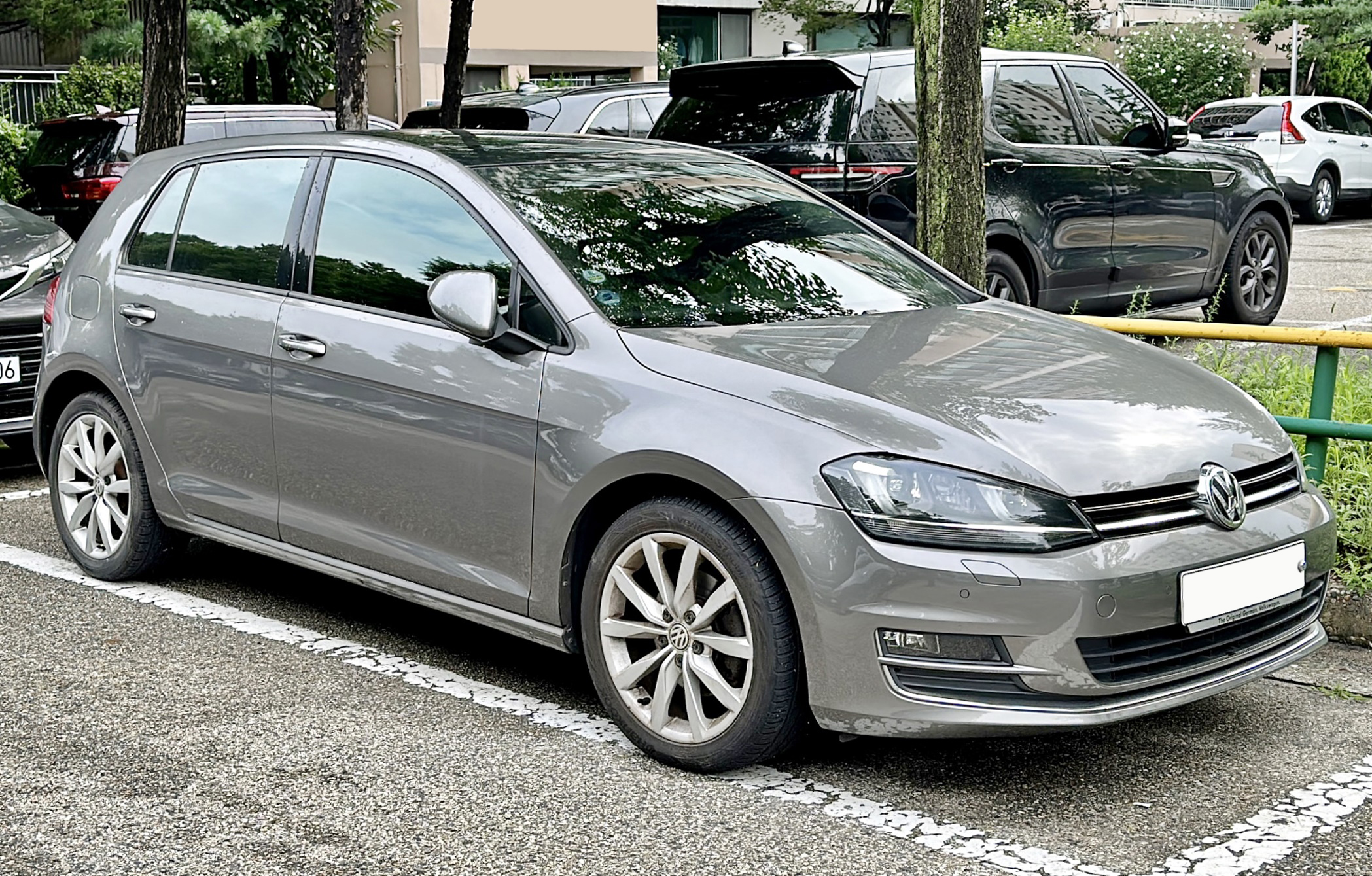
폭스바겐 골프
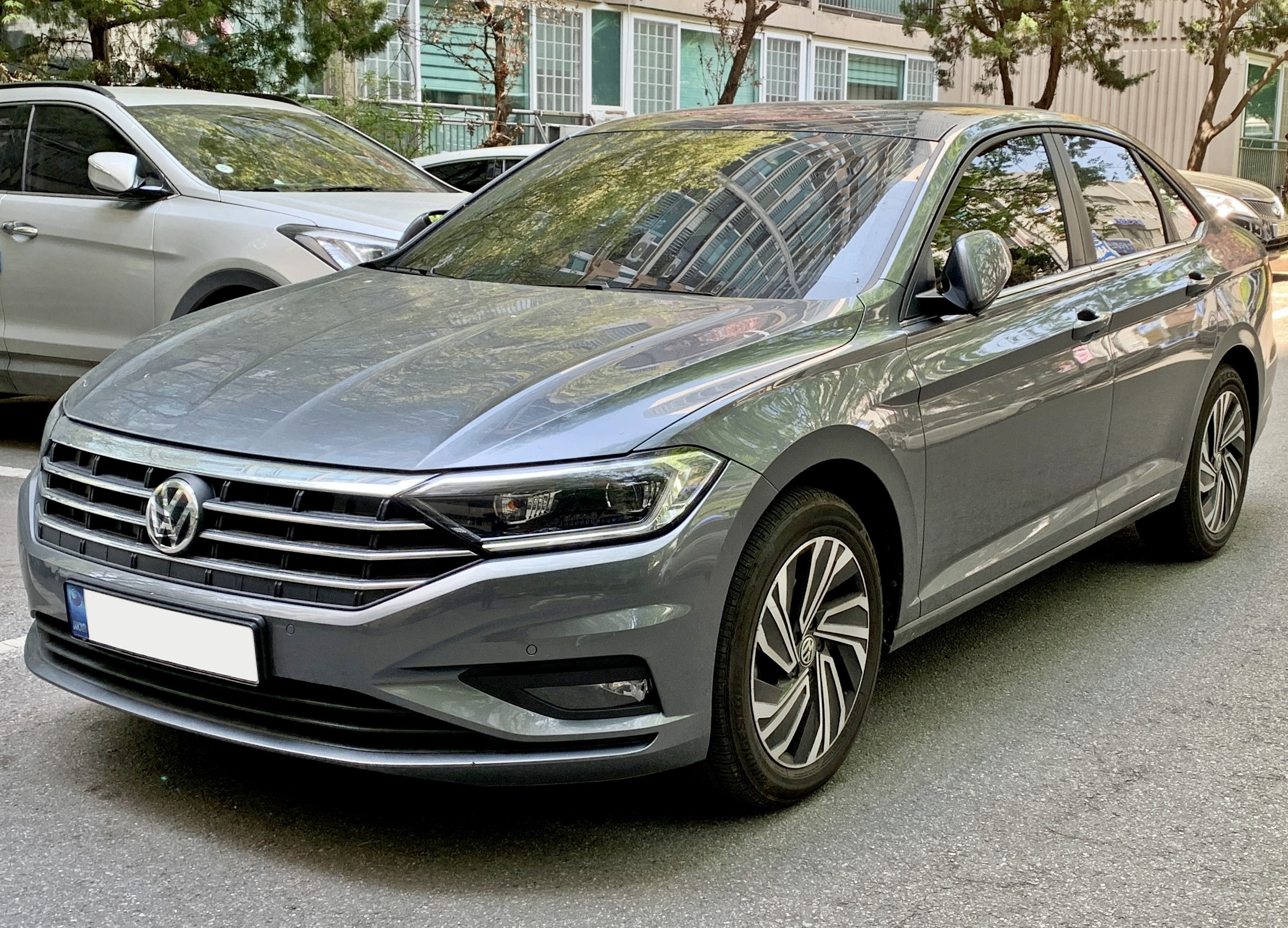
폭스바겐 제타 (VW Jetta)
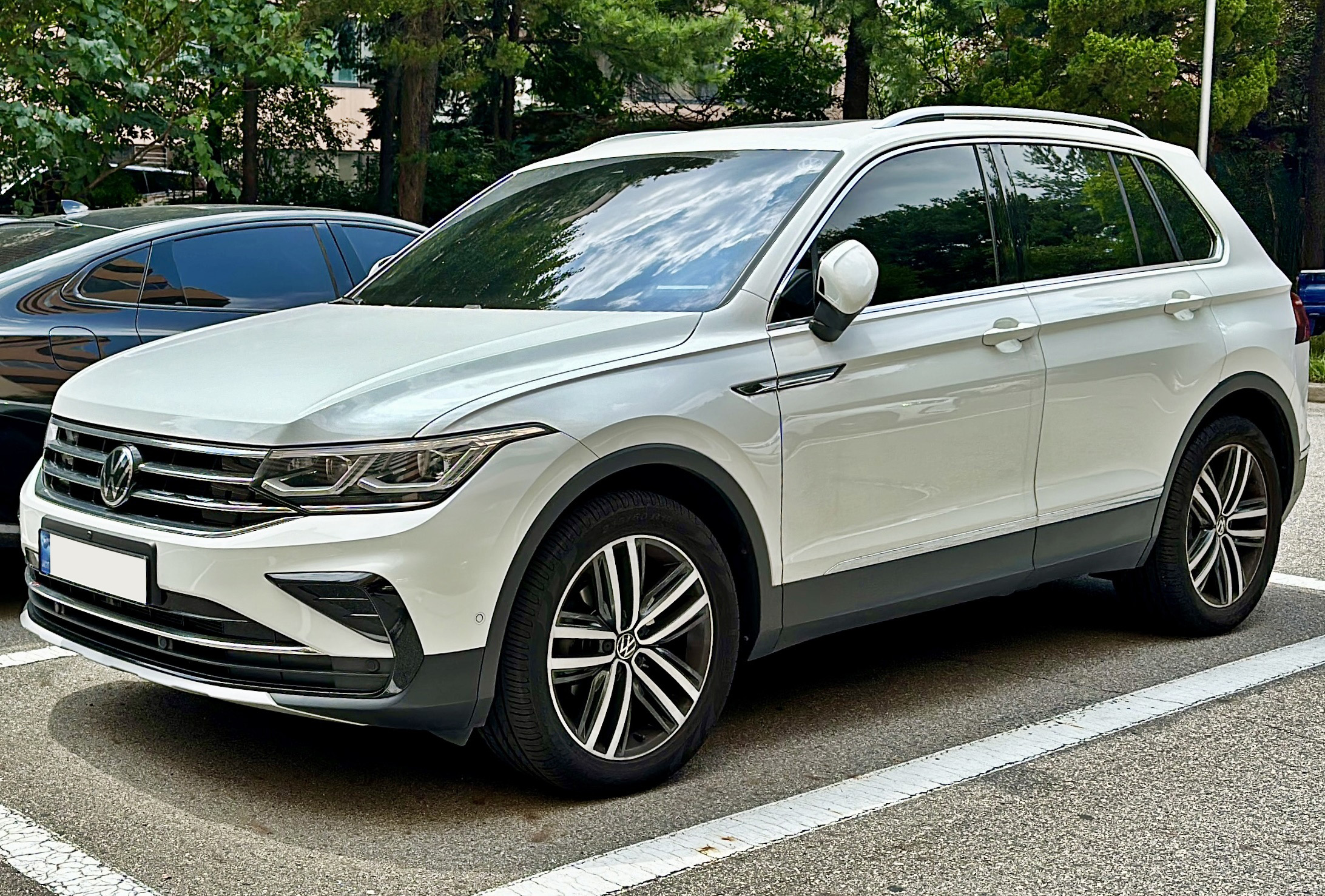
폭스바겐 티구안 (VW Tiguan)

- 폭스바겐 골프 (Golf)
- 폭스바겐 비틀 (The Beetle)
- 폭스바겐 시로코 (Scirocco)
- 폭스바겐 제타 (Jetta)
- 폭스바겐 티구안 (Tiguan)
- 폭스바겐 파사트 (Passat)
- 폭스바겐 CC (CC)
- 폭스바겐 투아렉(Touareg)
- 폭스바겐 페이톤 (Phaeton)
- 폭스바겐 폴로 (Polo)
- 폭스바겐 티록 (T-Roc)
- 폭스바겐 이오스 (EOS)
- 폭스바겐 투란 (Touran)
- 폭스바겐 샤란 (Sharan)

## 마케팅
2006년 폭스바겐은 친환경을 모토로 한 블루모션이라는 브랜드를 론칭하였다. 이 브랜드는 연료 효율은 높이고 이산화탄소 배출을 줄이는 친환경 기술을 탑재한 자동차를 개발하였다. 이 차가 가진 친환경적인 가치를 전달하기 위해 폭스바겐은 소비자들에게 친환경적인 기술들을 늘어놓는 광고 대신 친환경하면 폭스바겐이 딱 떠오르도록 할 수 있는 넛지마케팅 기법을 사용하였다. 일명 "Fun Theory"라고 불리는 캠페인은 "Fun can obviosusly change behavior for the better"라는 슬로건을 내세우며 사람들의 동참을 이끌어냈다.

## 광고
주제가는 따다따단이다.